# Anamorfoza (biologia)

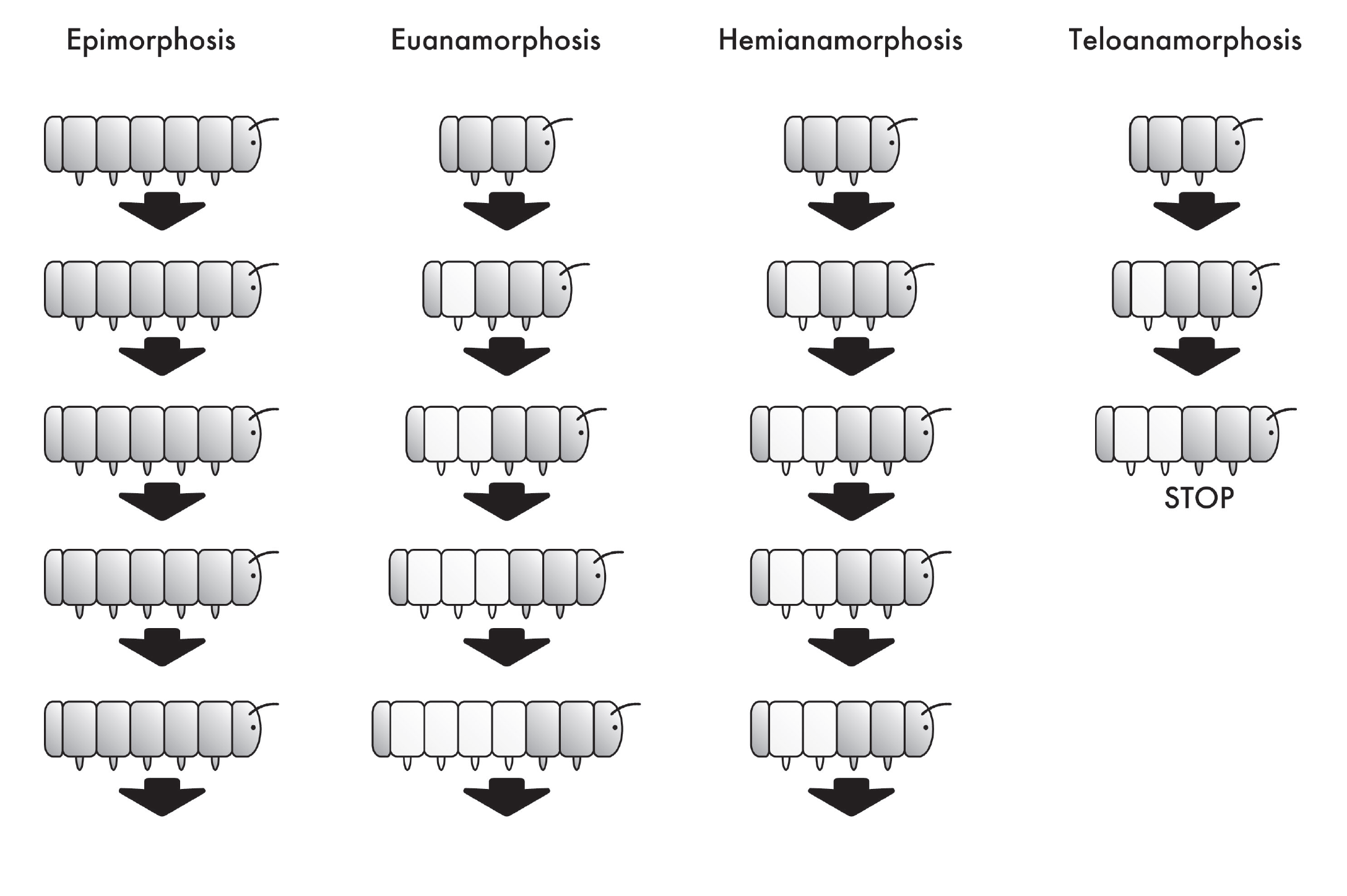
Porównanie różnych typów rozwoju postembrionalnego wijów. Szary: segmenty obecne w chwili wylinki, biały: nowe segmenty, strzałka: wylinka.

Anamorfoza, rozwój anamorficzny (anamorphosis) – typ rozwoju postembrionalnego występujący u części stawonogów, charakteryzujący się przyrostem liczby segmentów budujących ich ciało wraz z kolejnymi wylinkami. Kolejne segmenty przyrastają w rejonie przedkońcowym (subterminalnym) ostatniej tagmy ciała określanym z ang. jako proliferative zone (dosł. strefa rozrostu) lub generative zone (dosł. strefa generatywna). Informacje o morfogenezie nowych segmentów i związanej z anamorfozą ekspresji genów są jak dotąd szczątkowe. Rozwój postembrionalny z niezmienną liczbą segmentów nosi nazwę epimorfozy.

## Rodzaje anamorfozy

### Euanamorfoza
W przypadku euanamorfozy (euanamorphosis) liczba segmentów budujących ciało wzrasta przez całe postembrionalne życie, z każdą wylinką. Nie jest więc ściśle związana z przynależnością osobnika do danego gatunku ani z jego płcią. W ten sposób przebiega rozwój dwuparców z grup Stemmiulida, Julida, Epinannolenidea, Cambalida oraz, prawdopodobnie, Polyzoniida i Platydesmida.

### Teloanamorfoza
W przypadku teloanamorfozy (teloanamorphosis) liczba segmentów ciała rośnie przez całe życie, ale zarówno liczba wylinek, jak liczba segmentów przyrastających w każdej z nich jest stała. Maksymalna liczba segmentów jest więc ograniczona i uzależniona od gatunku i płci osobnika. U dwuparców ten typ rozwoju reprezentują Polydesmida, Chordeumatida i większość Callipodida.

### Hemianamorfoza
W przypadku hemianamorfozy (hemianamorphosis) pierwsza seria wylinek ma charakter anamorficzny (tj. przyrasta liczba segmentów), po czym następuje seria wylinek epimorficznych, w których przypadku liczba segmentów nie zmienia się. Serie ze zwiększaniem się liczby metamerów określa się jako anamorphic phase, a te bez zmian w ich liczbie jako epimorphic phase. Liczba wylinek anamorficznych i liczby przypadających na nie nowych segmentów są zazwyczaj, ale nie zawsze, ściśle określoną cechą danego gatunku i płci. Ten typ rozwoju występuje wśród dwuparców u Polyxenida, Glomerida, Sphaerotherida, Glomeridesmida i większości Spirobolida. Hemianamorfoza występuje także u pierwogonków, kikutnic, drobnonogów, skąponogów i pareczników z rzędów przetarcznikokształtnych, drewniakokształtnych i Craterostigmomorpha. U skorupiaków stwierdzono go u podkowiastogłowych, bezpancerzowców, widłonogów, szczętków, Dendrobranchiata i Rehbachiella, wymarłego skrzelonoga. Występowała także u trylobitów i niektórych wymarłych szczękoczułkowców. Jedynymi współczesnymi pajęczakami rozwijającymi się w ten sposób są roztocze z grupy Actinotrichida. Rozprzestrzenienie tego typu rozwoju postembrionalnego może wskazywać na jego pierwotność u stawonogów (sensu Euarthropoda).

## „Law of Anamorphosis”
W 1855 Jean Henri Fabre sformułował w odniesieniu do dwuparców z rzędu Polydesmida „Law of Anamorphosis” (pl. prawo anamorfozy). Głosi ono, że każdy beznogi segment danego stadium rozwojowego staje się segmentem wyposażonym w odnóża w stadium kolejnym. Kolejni autorzy opisali, że reguła ta stosuje się też do Julida, Spriostrepsida oraz Spirobolida. Wśród kladów, do których stosuje się to prawo, występują taksony prezentujące wszystkie trzy rodzaje anamorfozy. Dalsze obserwacje wykazały częstą niezależność między formowaniem się nowych tergitów, a formowaniem się nowych sternitów i par odnóży, np. u przedstawicieli Platydesmida, Sphaerotheriida, Glomeridesmida oraz Glomerida. Nawiązuje to do wykrytego u embrionu Glomeris marginata niezależnego mechanizmu powstawania segmentacji grzbietowej i brzusznej strony ciała. Praw porównywalnych do tego, działającego u części dwuparców, nie wykryto u anamorficznych skorupiaków, u których schemat pojawiania się nowych segmentów i nowych par odnóży może być różny u blisko spokrewnionych kladów, a nawet różnych gatunków tego samego rodzaju.